# Machimus indicus
Machimus indicus är en tvåvingeart som beskrevs av Joseph och Parui 1986. Machimus indicus ingår i släktet Machimus och familjen rovflugor. Inga underarter finns listade i Catalogue of Life.